# Axel Bourlon
Pour les articles homonymes, voir Bourlon (homonymie).
Axel Bourlon, né le 14 mars 1991 à Roanne, est un haltérophile handisport français atteint d'achondroplasie.

## Biographie
Alex Bourlon est atteint d'achondroplasie depuis sa naissance. Il se met à la musculation puis à l'haltérophile pour se renforcer le dos, dès l'âge de 14 ans.

## Carrière sportive
Axel Bourlon commence les compétitions d'haltérophilie à partir de 2007 et détient depuis 13 titres de champion de France dans sa catégorie. Il débute dans ce sport dans le simple but de se renforcer musculairement. En effet lors d'un forum des associations, à Roanne, il rencontre les dirigeants du club Handisport Roannais qui l'encouragent à tester les différents sports qui sont rendus accessibles aux personnes handicapées. En voulant apprendre à nager, il lui est conseillé de travailler sur sa musculature du dos. C'est à ce moment qu'il soulève ses premières barres. Cependant comme il en plaisante lui même, il ne sait toujours pas mieux nager.
En 2007 pour ses premiers championnats de France à Mont-de-Marsan, dans la catégorie des  moins de 48 kg, il soulève une barre de 50 kg. Depuis il n'a cessé de progresser, jusqu'à détenir 2 records de France : 165 kg en moins de 54 kg (record établi lors des Jeux paralympiques d'été de Tokyo) et également 165 kg en moins de 59 kg.
En 2018, lors de sa première compétition internationale, il devient vice-champion d’Europe à Berck-sur-Mer. Il participe l'année suivante aux Championnats du monde où il se classe 6e en -54kg.
En 2021, lors des Jeux paralympiques d'été de Tokyo, il obtient une médaille d'argent avec 165 kg en développé-couché, battu par le Kazakh David Degtyarev (en).
En 2024, aux Jeux Olympiques de Paris, il repart sans médaille: ses trois essais sont invalidés.

## Décorations
- Chevalier de l'ordre national du Mérite le 8 septembre 2021[7]